# Gobioides africanus
Gobioides africanus är en fiskart som först beskrevs av Giltay, 1935.  Gobioides africanus ingår i släktet Gobioides och familjen smörbultsfiskar. Inga underarter finns listade i Catalogue of Life.